# 잼 도넛

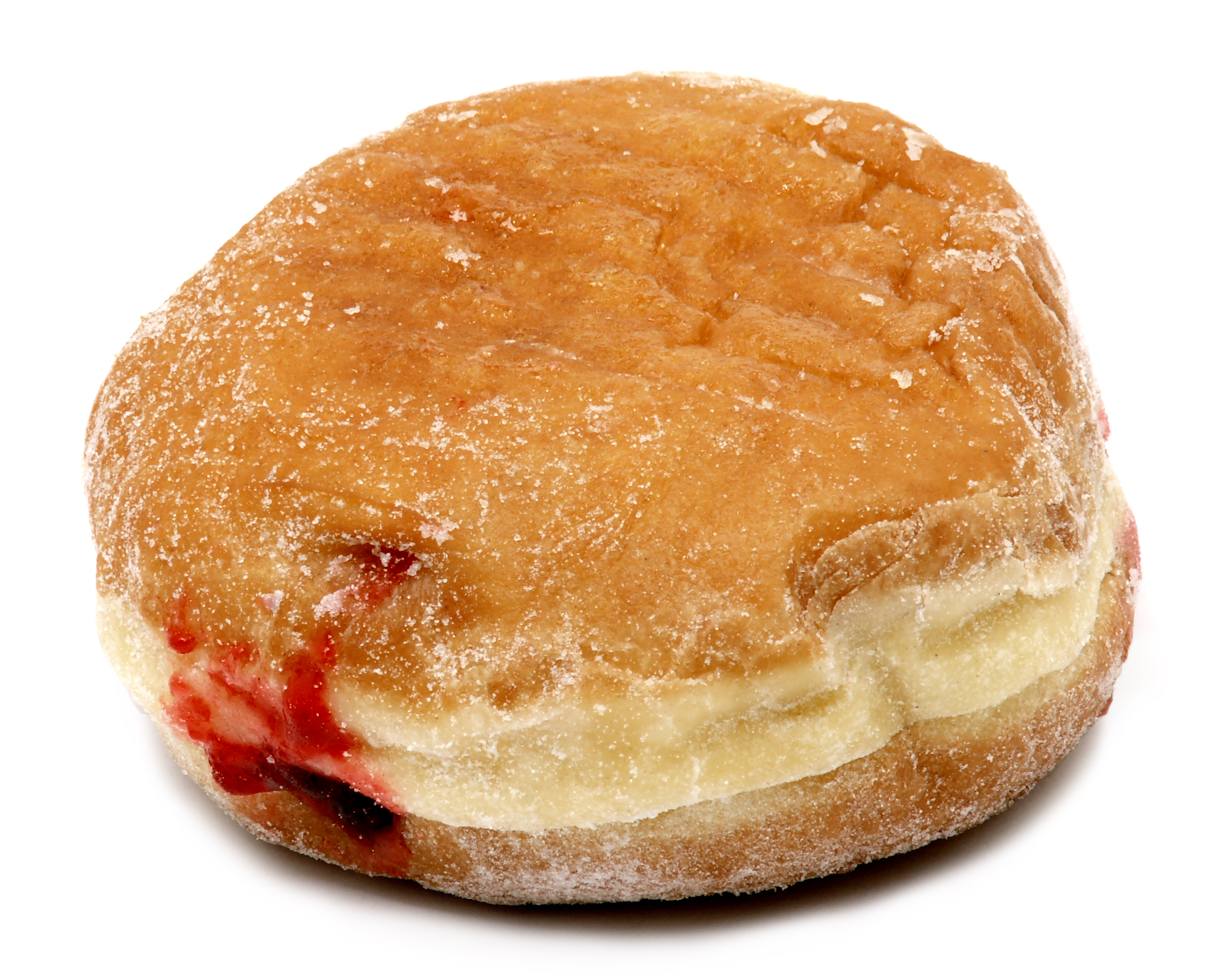
잼 도넛

잼 도넛(영어: jam doughnut)은 속에 잼을 넣은 도넛을 말한다. 미국에서는 잼과 비슷한 젤레를 "젤리(jelly)"라 부르기 때문에 "젤리 도넛"으로도 부른다. 독일의 베를리너나 이스라엘의 수프가니야, 폴란드의 퐁체크 등이 대표적이다.

## 같이 보기
- 소를 넣은 음식 목록